# Tianjin Kerry Center
Le Tianjin Kerry Center est un ensemble de gratte-ciel construit par l'agence américaine Skidmore, Owings and Merrill (SOM) à Tianjin en Chine dans les années 2010. Il comprend trois tours résidentielles de 215 mètres, un gratte-ciel de bureaux de 332 mètres, ainsi qu'un hôtel exploité par l'enseigne Shangri la.